# Netnationen.dk
Netnationen.dk er et dansk websted med oplysninger om alle danske domænenavne (hvilket er over 1.100.000 domæner, iht. DK-Hostmaster, Antal registrerede domæner Arkiveret 27. januar 2012 hos  Wayback Machine, januar 2011).
Netnationen er et privat websted / projekt administreret af firmaet Stilmark (ejet af Christian Lund) med adresse i Bruxelles.
Netnationen.dk startede under navnet netstats.dk
Netnationens oplysninger om et dansk domæne supplerer de oplysninger, som kan findes gennem den "DK Whois database", som DK-Hostmaster giver adgang til på sit websted dk-hostmaster.dk (Funktionen 'Find domænenavn' under 'Selvbetjening').
(Whois = "who is" = "hvem er" er en søgning, hvor man kan finde oplysninger på domænenavne).
En anden kilde til oplysninger om et websted kan være AboutUs.org, som er et "wiki websted om websteder".
Netnationen kombinerer oplysninger, som er tilgængelige på internettet. Således indeholder Netnationen.dk's oplysninger for et domænenavn bl.a. (eventuelle) navne på andre domæner, som henviser til det aktuelle domænenavn. (Et eksempel: Opslag på danmarksindsamling.dk viser, at 4 domæner henviser til danmarksindsamling.dk (Disse 4 domæner er danmarkindsamling.dk, danmarks-indsamlingen.dk, danmarks-indsamling.dk og danmarksindsamlingen.dk)).
Netnationen.dk fører en liste over .dk domæner, der for nylig er blevet slettet. Disse domænenavne er dermed blevet fritstillet, og nye brugere vil kunne registrere dem. Fuld adgang til listen over slettede .dk domæner forudsætter tilsyneladende at man opretter sig som bruger på Netnationen.dk, hvilket er gratis.
Netnationen.dk har ikke IPv6-adresser, hverken som site eller i data over domæner.
Netnationen.dk ser ud til at være opgivet; en stikprøve foretaget 2/12/2019 viser at data ikke er opdateret siden midten af 2018.